# دهستان گلستان (سیرجان)
دهستان گلستان نام دهستانی در بخش مرکزی شهرستان سیرجان، استان کرمان در ایران است. براساس سرشماری مرکز آمار ایران در سال ۱۳۸۵، جمعیت آن ۵۴۸۱ نفر (۱۴۲۵ خانوار) بوده‌است.